# Jacinthe Bessière
Pour les articles homonymes, voir Bessière.
Jacinthe Bessière est une sociologue et écrivaine française.

## Biographie
En 2012, elle est maître de conférences en sociologie au Centre d'étude et de recherche travail organisation pouvoir (CERTOP) de l'université de Toulouse II,. Selon elle-même, ses recherches « sont à la croisée de la sociologie du tourisme et de la sociologie du développement. Elles s'attachent, à travers l'étude des patrimoines alimentaires, à comprendre les processus et les mécanismes de développement en espace rural ». Elle est directrice des études et enseigne à l'Institut supérieur du tourisme de l'hôtellerie et de l'alimentation (ISTHIA). De par son domaine d'expertise, Jacinthe Bessière a plusieurs fois été amenée à publier sur les sujets relevant du développement territorial par le patrimoine, et en particulier dans la région des Pyrénées.

## Œuvre
- Valorisation du patrimoine gastronomique et dynamiques de développement territorial : Le Haut Plateau de l'Aubrac, le Pays de Roquefort et le Périgord Noir, Paris, Éditions L'Harmattan, coll. « Logiques Sociales », septembre 2001, 365 p. (ISBN 2-296-26391-7 et 978-2-2962-6391-8, lire en ligne)
- Patrimoine culinaire et tourisme rural, Paris, Éditions Tourisme en Espace Rural, coll. « Les Études », juillet 1996, 58 p. (ISBN 978-2-7380-1284-5)
- Innovation et patrimoine alimentaire en espace rural, Paris, QUAE, coll. « Update Sciences & technologies », 21 septembre 2012, 155 p. (ISBN 978-2-7592-1873-8, lire en ligne)